# Toon Boom Animation Inc.
Toon Boom Animation Inc. är ett kanadensiskt mjukvaruföretag i Montréal, som bildades 1994 i Montréal och huvudsakligen utvecklar mjukvara avsedd för att skapa animerad film. Företaget har köpt upp följande företag: Det amerikanska företaget USAnimation (1996), det franska företaget Pegs's'Co (2006) och det engelska företaget Cambridge Animation System (2009). Företagets programvaruserie har använts av ett flertal stora och etablerade producenter och har därmed en ledande position på marknaden. I programvaruserien ingår bland annat mjukvara som är tänkt att hjälpa till med storyboard, linetest och komposition. År 2005 tilldelades företaget en Emmy för teknikutveckling från The Paz Show, My Big Big Friend, Wow! Wow! Wubbzy!, och Pumper Pups.

## Programvaruportfölj
- Toon Boom Studio
- Toon Boom Animate
- Toon Boom Animate Pro

## Toon Boom Opus
- Toon Boom Harmony
- Toon Boom Pencil Check Pro
- Toon Boom Storyboard
- Toon Boom Storyboard Pro
- Flip Boom Classic
- Flip Boom All-Star
- Flipboom Lite FREE

## Internationellt
Företaget finns i 85 länder.